# Thecla percomis
Thecla percomis är en fjärilsart som beskrevs av John Henry Leech 1893. Thecla percomis ingår i släktet Thecla och familjen juvelvingar. Inga underarter finns listade i Catalogue of Life.